# Souichi
souichi（ソウイチ、本名：中谷 壮一、1968年6月2日 - ）は、日本のシンガーソングライター、作詞家、MC、スポーツDJ。
石川県金沢市生まれ。所属フリー 
Fリーグ JリーグなどFootballを中心としたスポーツDJ、MC、ナレーター。

## 人物・来歴
サッカーに打ち込んだ学生時代
ラジオから聞こえてきた尾崎豊の『15の夜』に感銘を受け独学で歌を始める。
18歳からオーディションを受け始め19歳で某大手事務所のオーディションに合格
芝居 ミュージカル俳優 タレントとしてキャリアをスタートさせる
光GENJIコンサートツアーダンサー、ローラースケーター
テレビ朝日『アイドル共和国』中村雅俊LIVEダンサーなどに参加
ミュージカル「スターライトエクスプレス」を最後にフリーとなる。
ショーダンサー 振り付け シンガーとして生計を立てながら
2000年にCHEMISTRY、EXILEを生んだテレビ東京のオーディション番組『ASAYAN』（当時司会のナインティナイン、中山エミリ）が行った男性ボーカリストオーディションに参加。
東京オーディション全国19,100人の応募者から32人まで残り実力を評価され翌年インディーズデビュー。
サッカー経験 資格を活かし高校サッカーコーチやJリーグクラブのスクール統括などにも携わりながら音楽とFootball事業を両立させていく
世界のアーティストが集まりロシアで開催されているミュージシャンのワールドカップ「Art Football」
TM NETWORK 木根尚登、GAKU-MC、矢野マイケルなどと共に日本代表キャプテンとして参加。
2010年、2013年大会サッカーでは世界選抜に選出、2014年大会においては同時開催されるチャリティLIVEで16か国80曲の中からsouichiの楽曲「STORY」が準グランプリを獲得。ロシア全土民放各社から高い評価を得る。
代表曲には、Jリーグクラブ横浜F・マリノス中村俊輔応援歌「No rain No rainbow」、FリーグクラブASVペスカドーラ町田の応援歌「STORY」作家としてはロックバンドFENCE OF DEFENSE（フェンス・オブ・ディフェンス）のメンバー山田わたるに楽曲提供した「Lost in my soul」などがある。

## 主なスポーツMC
- ツエーゲン金沢 home game スタジアムDJ
- ツエーゲン金沢vs大宮アルディージャ adidas day 2018
- adidas rhythmic training & トークショー
- adidas×beams ロシアW杯 日本VSコロンビア パブリックビューイング
- adidas tango league final 実況
- adidas×gallery2トークショー
- souichi live2018トークショー
- ロシアW 杯サッカー日本代表応援プロジェクト 全国12都市7会場担当 adidas × キャプテン翼 『STADIUM COMIC』
- adidas PREDATOR presents TANGO LEAGUE『SHIBUYA vs HARAJUKU』@渋谷cast
- adidas PREDATOR ゲキサカ twitterストリーミングLIVE レポートナビゲーター
- 大学フットサル『AIDEM CUP 2017』東海北信越セントラル
- Fリーグ ペスカドーラ町田home gameアリーナDJ 2012〜2017
- adidas FANATIC TOKYO 2016.2017
- adidas young chanpions 2016.2017
- adidas dream campaign
- 少年サッカー横浜市長杯2013〜2019開会式 スペシャルマッチ実況
- キリンカップ決勝 日本代表VSボスニアヘルツゴビナ KIRINパブリックビューイング
- ロシアW杯最終予選オーストラリア戦 KIRINパブリックビューイング
- at home presents F5WC 日本大会2016.2017
- プレミアリーグ Manchester united 新ユニフォーム ローンチパーティー
- UEFA champions league 2015 開幕イベント
- 横浜Fマリノス 東日本地震チャリティーオークションイベント
- みなとみらいスポーツパークfinalイベント トークショー
- ESPERANZA ENJOY! CPサッカーフェスティバル  《その他スポーツ》
- ゴールドリボンチャリティマラソンin福岡
- 京都フライデーナイトラン
- 福岡ゆうやけマラソン
- 大阪マラソン
- ロータリーみなとみらいチャリティーマラソン
- 札幌ランニングフェスティバル
- お台場ハーフ＆フルリレーマラソン
- 山形さあべえリレーマラソン
- ボルタリングコンペ　ARSOA CUP 2017
- 京急グループ社内運動会MC　他...